# Fort Wayne International Airport

i7
i11
i13
Der Fort Wayne International Airport (IATA-Code: FWA, ICAO-Code: KFWA) ist der Verkehrsflughafen der amerikanischen Großstadt Fort Wayne im US-Bundesstaat Indiana.

## Lage und Verkehrsanbindung
Der Fort Wayne International Airport befindet sich elf Kilometer südlich des Stadtzentrums von Fort Wayne. Westlich des Flughafens verläuft die Interstate 69, während die Interstate 469 und der U.S. Highway 33 auf einer gemeinsamen Trasse südlich des Flughafens verlaufen. Der Flughafen ist nicht in den Öffentlichen Personennahverkehr eingebunden. Die Fluggäste müssen auf Mietwagen und Taxis zurückgreifen.

## Geschichte

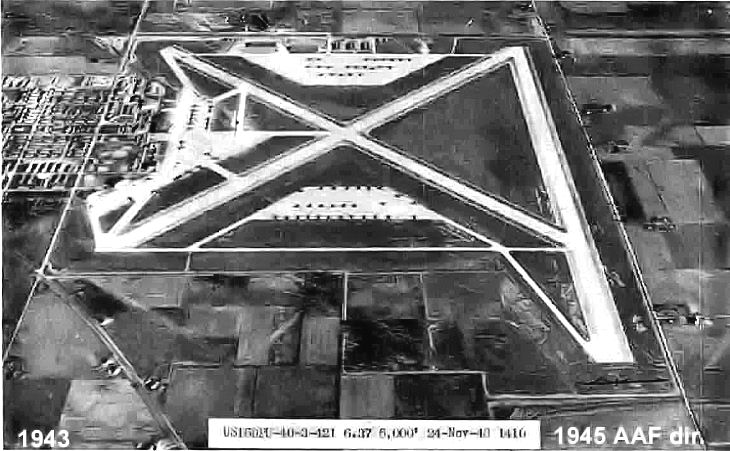
Die Basis im Jahr 1943

Der Flughafen wurde im Jahr 1941 als Militärflugplatz errichtet. Die Basis trug den Namen Baer Army Air Base, wurde aber auch als Baer Field bezeichnet. Der Bau kostete rund zehn Millionen US-Dollar. Nach dem Ende des Zweiten Weltkriegs wurde das Gelände für den symbolischen Preis von einem US-Dollar an die Stadt Fort Wayne verkauft. Im Jahr 1985 wurde die Fort Wayne-Allen County Airport Authority gegründet, welche den Flughafen seitdem betreibt. Im Jahr 1991 wurde der Flughafen in Fort Wayne International Airport umbenannt. Im Jahr 1996 wurde das Passagierterminal erweitert. Im Jahr 2007 wurde ein neuer Kontrollturm in Betrieb genommen.

## Flughafenanlagen

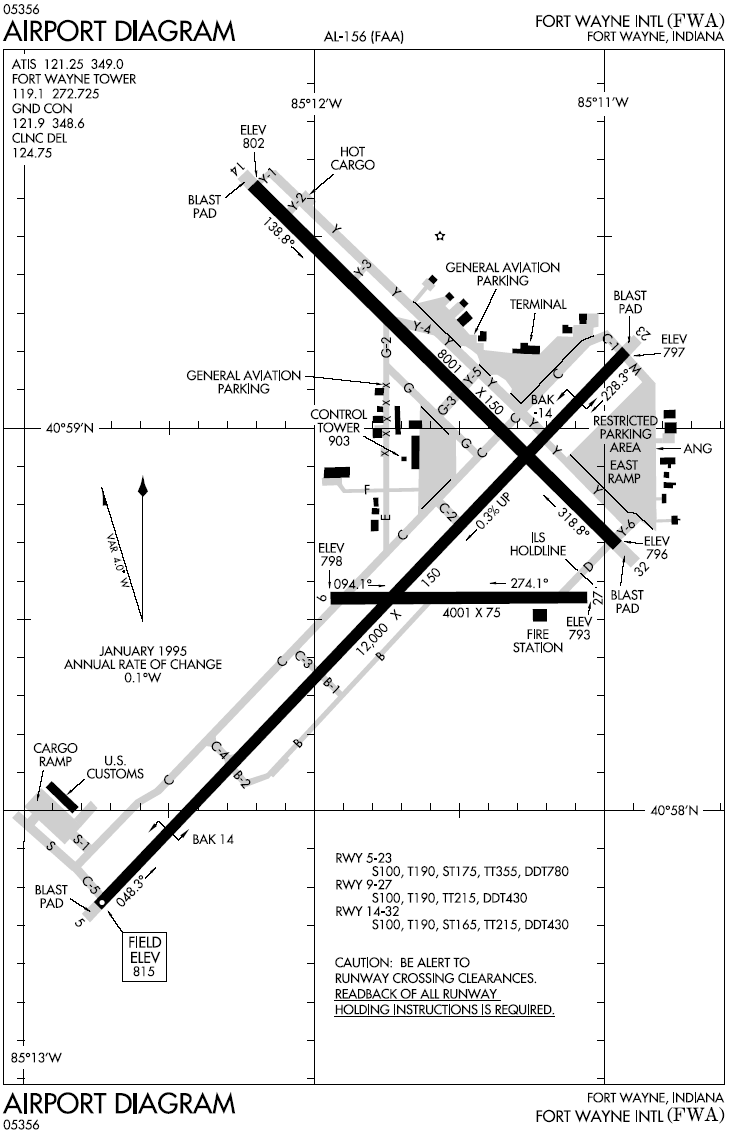
Flughafendiagramm

Der Fort Wayne International Airport erstreckt sich über 1356 Hektar.

### Start- und Landebahnen
Der Fort Wayne International Airport verfügt über drei Start- und Landebahnen. Die Start- und Landebahn 05/23 ist 3652 Meter lang und 46 Meter breit, der Belag besteht zum Teil aus Asphalt und Beton. Die Start- und Landebahn 14/32 ist 2439 Meter lang und 46 Meter breit, der Belag besteht ebenfalls zum Teil aus Asphalt und Beton. Die kürzeste Start- und Landebahn des Flughafens trägt die Kennung 09/27, ist 1210 Meter lang und 23 Meter breit. Der Belag besteht aus Asphalt.

### Passagierterminal
Der Fort Wayne International Airport verfügt über ein Passagierterminal. Das Terminal ist nach Paul Frank Baer, einem Fliegerass des Ersten Weltkriegs, benannt. Es ist mit acht Flugsteigen und sechs Fluggastbrücken ausgestattet. Im Jahr 1996 wurde das Terminal von 7.154 Quadratmetern auf eine Größe von 11.334 Quadratmetern erweitert.

### Frachtterminal
Am südlichen Vorfeld befindet sich ein Frachtterminal, welches als Air Trade Center bezeichnet wird. Ein Teil dieses Gebäudes ist als Foreign Trade Zone klassifiziert.

### Kontrollturm
Der Kontrollturm des Flughafens befindet sich südlich der Start- und Landebahn 09/27. Er hat eine Höhe von 65 Metern und wurde 2007 in Betrieb genommen.

### Militär
An der östlichen Seite des Flughafens liegt die Fort Wayne Air National Guard Station der Indiana Air National Guard. Auf der Basis ist das 122nd Fighter Wing stationiert. Es ist mit Flugzeugen des Typs Fairchild-Republic A-10 ausgestattet.

## Fluggesellschaften und Ziele
Der Fort Wayne International Airport wird von den Fluggesellschaften Allegiant Air, American Eagle, Delta Connection und United Express genutzt. Daneben wird der Flughafen auch von den Frachtfluggesellschaften FedEx und UPS Airlines genutzt.
Es werden 14 Ziele in den Vereinigten Staaten angeflogen, darunter vor allem die Drehkreuze der einzelnen Fluggesellschaften.

## Verkehrszahlen
| Jahr | Fluggastaufkommen | Luftfracht (Tonnen) (mit Luftpost) | Flugbewegungen |
| ---- | ----------------- | ---------------------------------- | -------------- |
| 2019 | 791.810           | 9.641                              | 27.761         |
| 2018 | 757.519           | 9.662                              | 51.044         |
| 2017 | 735.548           | 8.754                              | 37.446         |
| 2016 | 727.896           | 9.019                              | 36.140         |
| 2015 | 715.907           | 12.065                             | 34.912         |
| 2014 | 643.887           | 13.255                             | 34.794         |
| 2013 | -                 | -                                  | 36.845         |
| 2012 | -                 | -                                  | 40.427         |
| 2011 | -                 | -                                  | 38.358         |
| 2010 | -                 | -                                  | 40.961         |
| 2009 | -                 | -                                  | 54.264         |
| 2008 | -                 | -                                  | 69.154         |
| 2007 | -                 | -                                  | 65.551         |
| 2006 | -                 | -                                  | 73.145         |
| 2005 | -                 | -                                  | 78.488         |
| 2004 | -                 | -                                  | 83.345         |
| 2003 | -                 | -                                  | 80.114         |
| 2002 | -                 | -                                  | 91.983         |
| 2001 | -                 | -                                  | 103.708        |
| 2000 | -                 | -                                  | 123.679        |
| 1999 | -                 | -                                  | 120.102        |

### Verkehrsreichste Strecken
| Rang | Stadt                             | Passagiere | Fluggesellschaften             |
| ---- | --------------------------------- | ---------- | ------------------------------ |
| 01   | Chicago–O’Hare, Illinois          | 91.560     | American Eagle, United Express |
| 02   | Atlanta, Georgia                  | 66.310     | Delta Connection               |
| 03   | Dallas/Fort Worth, Texas          | 39.780     | American Eagle                 |
| 04   | Detroit, Michigan                 | 37.430     | Delta Connection               |
| 05   | Charlotte, North Carolina         | 36.400     | American Eagle                 |
| 06   | St. Petersburg, Florida           | 28.740     | Allegiant                      |
| 07   | Punta Gorda, Florida              | 27.800     | Allegiant                      |
| 08   | Orlando–Sanford, Florida          | 20.780     | Allegiant                      |
| 09   | Philadelphia, Pennsylvania        | 20.520     | American Eagle                 |
| 10   | Minneapolis/Saint Paul, Minnesota | 14.860     | Delta Connection               |